# Метаколоїди
Метаколо́їди (рос. метаколлоиды, нім. metacolloids, нім. Metakolloide n pl) — гелі, які внаслідок розкристалізації перетворились у кристалічні зернисті агрегати. Термін походить від мета-… й колоїди.

## Приклади
- Метаколоїди в агатах представлені опалом, халцедоном і кварцем і спостерігаються в мигдалинах, тріщинах гідророзриву і вертикальних тектонічних тріщинах. Значна частина опалу агатів представлена метаколоїдними утвореннями глобулярної багаторівневої структури.[1]
- Натічні метаколоїдні форми у відкритому просторі - сталактити, сталагміти, відстійники, кірки, бічні стінки і донна частина мигдалини. Вони спостерігаються як спільно в одній камері, так і відокремлено.